# Lista de primeiros-ministros do Cazaquistão
Esta lista de primeiros-ministros do Cazaquistão compreende as pessoas que exerceram a chefia do governo do Cazaquistão Soviético, entre 1920 e 1991, bem como da República do Cazaquistão desde a independência em 1991 até à atualidade. O cargo é ocupado por Oljas Bektenov  desde 6 de fevereiro de 2024.

## Lista de chefes de governo

### República Socialista Soviética Autônoma Quirguiz(1920–1925)

#### Presidente do Conselho dos Comissários do Povo
| Nº | Nome                        | Nome | Início do mandato     | Fim do mandato          | Partido                 |
| -- | --------------------------- | ---- | --------------------- | ----------------------- | ----------------------- |
| 1  | Viktor Radus-Zenkovich      |      | 12 de outubro de 1920 | 1921                    | Partido Comunista Russo |
| 2  | Mukhamedkhafiy Murzagaliyev |      | 1921                  | setembro de 1922        | Partido Comunista Russo |
| 3  | Saken Seyfullin             |      | setembro de 1922      | outubro de 1924         | Partido Comunista Russo |
| 4  | Nygmet Nurmakov             |      | outubro de 1924       | 19 de fevereiro de 1925 | Partido Comunista Russo |

### República Socialista Soviética Autônoma Cazaque (1925–1936)

#### Presidente do Conselho de Comissários do Povo
| Nº | Nome            | Nome | Início do mandato       | Fim do mandato        | Partido                                                                          |
| -- | --------------- | ---- | ----------------------- | --------------------- | -------------------------------------------------------------------------------- |
| 4  | Nygmet Nurmakov |      | 19 de fevereiro de 1925 | maio de 1928          | Partido Comunista Russo (até dezembro de 1925) Partido Comunista de Toda a União |
| 5  | Uraz Isayev     |      | maio de 1928            | 5 de dezembro de 1936 | Partido Comunista de Toda a União                                                |

### República Socialista Soviética Cazaque(1936–1991)

#### Presidente do Conselho de Comissários do Povo
| Nº | Nome             | Nome | Início do mandato     | Fim do mandato      | Partido                          |
| -- | ---------------- | ---- | --------------------- | ------------------- | -------------------------------- |
| 5  | Uraz Isayev      |      | 5 de dezembro de 1936 | setembro de 1937    | Partido Comunista do Cazaquistão |
| 6  | Ibragim Tazhiyev |      | setembro de 1937      | 17 de julho de 1938 | Partido Comunista do Cazaquistão |
| 7  | Nurtas Undasynov |      | 17 de julho de 1938   | 15 de março de 1946 | Partido Comunista do Cazaquistão |

#### Presidente do Conselho de Ministros
| Nº | Nome                  | Nome | Início do mandato      | Fim do mandato         | Partido                                                                       |
| -- | --------------------- | ---- | ---------------------- | ---------------------- | ----------------------------------------------------------------------------- |
| 7  | Nurtas Undasynov      |      | 15 de março de 1946    | 24 de março de 1954    | Partido Comunista de Toda a União (até 1951) Partido Comunista do Cazaquistão |
| 8  | Elubai Taibekov       |      | 24 de março de 1954    | 31 de março de 1955    | Partido Comunista do Cazaquistão                                              |
| 9  | Dinmukhamed Kunayev   |      | 31 de março de 1955    | 20 de janeiro de 1960  | Partido Comunista do Cazaquistão                                              |
| 10 | Zhumabek Tashenev     |      | 20 de janeiro de 1960  | 6 de janeiro de 1961   | Partido Comunista do Cazaquistão                                              |
| 11 | Salken Daulenov       |      | 6 de janeiro de 1961   | 13 de setembro de 1962 | Partido Comunista do Cazaquistão                                              |
| 12 | Masymkhan Beysembayev |      | 13 de setembro de 1962 | 26 de dezembro de 1962 | Partido Comunista do Cazaquistão                                              |
| 13 | Dinmukhamed Kunayev   |      | 26 de dezembro de 1962 | 7 de dezembro de 1964  | Partido Comunista do Cazaquistão                                              |
| 14 | Masymkhan Beysembayev |      | 7 de dezembro de 1964  | 31 de março de 1970    | Partido Comunista do Cazaquistão                                              |
| 15 | Bayken Ashimov        |      | 31 de março de 1970    | 22 de março de 1984    | Partido Comunista do Cazaquistão                                              |
| 16 | Nursultan Nazarbayev  |      | 22 de março de 1984    | 27 de julho de 1989    | Partido Comunista do Cazaquistão                                              |
| 17 | Uzakbay Karamanov     |      | 27 de julho de 1989    | 20 de novembro de 1991 | Partido Comunista do Cazaquistão                                              |

#### Primeiro-ministro
| Nº | Nome              | Nome | Início do mandato      | Fim do mandato        | Partido                          |
| -- | ----------------- | ---- | ---------------------- | --------------------- | -------------------------------- |
| 17 | Uzakbay Karamanov |      | 20 de novembro de 1991 | 14 de outubro de 1991 | Partido Comunista do Cazaquistão |

### República do Cazaquistão(1991–atualidade)

#### Primeiro-ministro
| Nº | Nome                    | Nome | Início do mandato       | Fim do mandato          | Partido                                 |
| -- | ----------------------- | ---- | ----------------------- | ----------------------- | --------------------------------------- |
| 1  | Sergey Tereshchenko     |      | 14 de outubro de 1991   | 12 de outubro de 1994   | Independente                            |
| 2  | Akezhan Kazhegeldin     |      | 12 de outubro de 1994   | 10 de outubro de 1997   | União Popular da Unidade do Cazaquistão |
| 3  | Nurlan Balgimbayev      |      | 10 de outubro de 1997   | 1 de outubro de 1999    | União Popular da Unidade do Cazaquistão |
| 4  | Kassym-Jomart Tokayev   |      | 1 de outubro de 1999    | 28 de janeiro de 2002   | Otan                                    |
| 5  | Imangali Tasmagambetov  |      | 28 de janeiro de 2002   | 13 de junho de 2003     | Otan                                    |
| 6  | Daniyal Akhmetov        |      | 13 de junho de 2003     | 10 de janeiro de 2007   | Otan/Nur-Otan                           |
| 7  | Karim Masimov           |      | 10 de janeiro de 2007   | 24 de setembro de 2012  | Nur-Otan                                |
| 8  | Serik Akhmetov          |      | 24 de setembro de 2012  | 2 de abril de 2014      | Nur-Otan                                |
| 9  | Karim Masimov           |      | 2 de abril de 2014      | 8 de setembro de 2016   | Nur-Otan                                |
| 10 | Bakhytzhan Sagintayev   |      | 8 de setembro de 2016   | 21 de fevereiro de 2019 | Nur-Otan                                |
| 11 | Askar Mamin             |      | 21 de fevereiro de 2019 | 5 de janeiro de 2022    | Nur-Otan                                |
| —  | Alihan Smaiylov         |      | 5 de janeiro de 2022    | 5 de fevereiro de 2024  | Amanat                                  |
| 12 | Alihan Smaiylov         |      | 5 de janeiro de 2022    | 5 de fevereiro de 2024  | Amanat                                  |
| —  | Roman Sklyar (interino) |      | 5 de fevereiro de 2024  | 6 de fevereiro de 2024  | Amanat                                  |
| 13 | Oljas Bektenov          |      | 6 de fevereiro de 2024  | presente                | Amanat                                  |